# Чемпионат Южной Америки по волейболу среди женщин 2017
32-й чемпионат Южной Америки по волейболу среди женщин проходил с 15 по 19 августа 2017 года в Кали (Колумбия) с участием 6 национальных сборных команд. Чемпионский титул в 20-й раз в своей истории и в 12-й раз подряд выиграла сборная Бразилии.

## Команды-участницы
Аргентина, Бразилия, Венесуэла, Колумбия, Перу, Чили.

## Система проведения чемпионата
6 команд-участниц провели однокруговой турнир, по результатам которого была определена итоговая расстановка мест. Первичным критерием при распределении мест служило общее количество побед, затем количество набранных очков, соотношение партий, соотношение игровых очков и, наконец, результаты личных встреч. За победы со счётом 3:0 и 3:1 команды получили по 3 очка, за победы 3:2 — по 2 очка, за поражения 2:3 — по 1 очку, за поражения 0:3 и 1:3 очки не начислялись.

## Результаты
| М | Команда   | 1   | 2   | 3   | 4   | 5   | 6   | И | В | П | С/П  | О  |
| - | --------- | --- | --- | --- | --- | --- | --- | - | - | - | ---- | -- |
| 1 | Бразилия  |     | 3:0 | 3:0 | 3:0 | 3:0 | 3:0 | 5 | 5 | 0 | 15:0 | 15 |
| 2 | Колумбия  | 0:3 |     | 3:0 | 3:2 | 3:0 | 3:0 | 5 | 4 | 1 | 12:5 | 11 |
| 3 | Перу      | 0:3 | 0:3 |     | 3:0 | 3:0 | 3:0 | 5 | 3 | 2 | 9:6  | 9  |
| 4 | Аргентина | 0:3 | 2:3 | 0:3 |     | 3:0 | 3:0 | 5 | 2 | 3 | 8:9  | 7  |
| 5 | Венесуэла | 0:3 | 0:3 | 0:3 | 0:3 |     | 3:0 | 5 | 1 | 4 | 6:12 | 3  |
| 6 | Чили      | 0:3 | 0:3 | 0:3 | 0:3 | 0:3 |     | 5 | 0 | 5 | 0:15 | 0  |

15 августа
Венесуэла — Чили 3:0 (25:19, 25:18, 25:16); Бразилия — Аргентина 3:0 (25:21, 25:15, 25:15); Колумбия — Перу 3:0 (25:20, 25:23, 25:20).
16 августа
Бразилия — Венесуэла 3:0 (25:15, 25:6, 25:12); Перу — Аргентина 3:0 (25:19, 25:19, 25:20); Колумбия — Чили 3:0 (25:12, 25:17, 25:12).
17 августа
Перу — Венесуэла 3:0 (25:15, 25:21, 25:21); Бразилия — Чили 3:0 (25:5, 25:10, 25:7); Колумбия — Аргентина 3:2 (26:24, 24:26, 25:17, 22:25, 15:10).
18 августа
Аргентина — Чили 3:0 (25:16, 25:16, 25:16); Бразилия — Перу 3:0 (25:16, 25:17, 25:18); Колумбия — Венесуэла 3:0 (25:18, 25:18, 25:19).
19 августа
Аргентина — Венесуэла 3:0 (25:19, 25:18, 25:23); Перу — Чили 3:0 (25:9, 25:18, 25:18); Бразилия — Колумбия 3:0 (25:23, 25:19, 25:17).

## Итоги

### Положение команд
| Бразилия     |
| Колумбия     |
| Перу         |
| 4. Аргентина |
| 5. Венесуэла |
| 6. Чили      |

Бразилия в качестве победителя турнира квалифицировалась на чемпионат мира 2018.

### Призёры
Бразилия: Наталия Перейра (Наталия), Мария Феррейра Леан (Мара), Ана Беатрис Корреа, Макрис Карнейро (Макрис), Ана Каролина да Силва (Карол), Аденизия да Силва (Аденизия), Тандара Кайшета (Тандара), Розамария Монтибеллер (Розамария), Аманда Франсиско (Аманда), Суэлен Пинто (Суэлен), Габриэла Гимарайнс ди Соуза (Габиру), Роберта Силва Ратцке (Роберта), Друсила Коста (Друсила), Моник Мариньо Паван (Моник). Тренер — Жозе Роберто Гимарайнс (Зе Роберто).
  Колумбия: Йейси Сото, Даяна Сеговия, Мелисса Морено, Лорена Сульета Гарсия, Хулиана Торо, Жизель Перес, Камила Гомес, Мария Алехандра Марин, Мелисса Ранхель, Мария Паула Самерано, Мария Маргарита Мартинес, Аманда Конео, Вероника Пасос, Адриана Дуран. Тренер — Антонио Ризола.
  Перу: Мирта Урибе Сориано, Патрисия Сото, Шиамара Альмейда Чавес, Алехандра Муньос Лурита, Андреа Уррутия Пуэнте, Магилаура Фриас Помиано, Ханис Торрес, Мириам Патиньо, Клариветт Ильескас Абад, Анхела Лейва Тагле, Мабель Олемар, Алехандра Мачадо, Хессения Уседа, Карла Руэда Котито. Тренер — Луижомар де Моура.

### Индивидуальные призы
| - MVP Тандара Кайшета - Лучшие нападающие-доигровщики Анхела Лейва Наталия Перейра - Лучшие центральные блокирующие Джульета Ласкано Ана Каролина да Силва | - Лучшая связующая Мария Марин - Лучшая диагональная нападающая Даяна Сеговия - Лучшая либеро Камила Гомес |